# Sorteo de la Copa América 2001
El sorteo de la Copa América 2001 se realizó el 10 de enero de 2001 en el Centro de Convenciones Corferias de la ciudad de Bogotá, Colombia.

## Metodología
Los equipos cabezas de serie fueron Colombia, Brasil y Argentina que estuvieron ubicados en los grupos A, B, C respectivamente.

El primer sorteado de cada bolillero irá al Grupo A, el segundo al Grupo B y el tercero al C.
| Cabezas de serie          | Bombo 2                 | Bombo 3              | Bombo 4                |
| ------------------------- | ----------------------- | -------------------- | ---------------------- |
| Colombia Brasil Argentina | Venezuela México Canadá | Ecuador Perú Bolivia | Chile Paraguay Uruguay |

## Desarrollo
El grupo A se jugó en la ciudad de Barranquilla, el grupo B en Cali, el grupo C en Medellín, la segunda fase se jugó en Pereira, Armenia y Manizales, las semifinales en Pereira y Manizales, la final y el partido por el tercer puesto se disputó en el Distrito Capital de Bogotá.
La mascota del torneo Ameriko hizo una presentación acompañado por niños los cuales representaban a cada una de las selecciones participantes en el campeonato.

### Artistas
En el sorteo participaron el cantante español David Bisbal lanzando su gran tema Bulería el cual identificó a la copa, también asistió la cantante estadounidense Jessica Simpson la cual canto su sencillo Irresistible.

## Resultado del sorteo
En el grupo A quedaron las selecciones de Colombia, Venezuela, Ecuador y Chile, en el grupo B Brasil, México, Perú y Paraguay, en el grupo C Argentina, Canadá, Bolivia y Uruguay.
Días más tarde la selección de Canadá retiro su participación debido a exigencias por la Asociación Canadiense de Fútbol y la Concacaf para el inicio de la Copa de Oro de la Concacaf 2002, debido a esto fue invitado el seleccionado de Costa Rica.  
Un día antes de la inauguración, la selección de Argentina retiró su participación de la copa ya que se dieron presuntas amenazas del grupo armado FARC-EP al seleccionado Albiceleste, por urgencia fue invitada la selección de Honduras, la cual llegó a Medellín en un helicóptero protegido por la Fuerza Aérea Colombiana.
| Grupo A   | Grupo B  | Grupo C    |
| --------- | -------- | ---------- |
| Colombia  | Brasil   | Honduras   |
| Venezuela | México   | Costa Rica |
| Ecuador   | Perú     | Bolivia    |
| Chile     | Paraguay | Uruguay    |